# パナソニック東京汐留ビル
パナソニック東京汐留ビル（パナソニックとうきょうしおどめビル）は、東京都港区東新橋一丁目の汐留地区にある超高層建築物である。
パナソニックが東京本社機能を置いている（登記上の本店所在地は大阪府門真市）。

## 建築
2003年、松下電工東京本社ビルとして完成。松下電工は2008年にパナソニック電工に社名変更し、2012年にパナソニックと合併して同社の社内カンパニー「パナソニック エコソリューションズ社」となった。これに合わせ、建物名も変更されている。
電気設備メーカーの本社ビルであり、「ビルまるごとショールーム」をコンセプトとして竣工当初から省エネルギーの取り組みが進められた。LED照明やBEMS、地域冷暖房の導入、屋上緑化や太陽光発電が採用され、2015年の二酸化炭素排出量は2003年比51.9%であった。これまでに日経ニューオフィス推進賞・日本照明賞・電気設備学会賞・環境省エネルギー建築賞を受賞している。地上1階から地下2階にかけては、照明器具やシステムキッチンなど住宅設備を展示するショールーム「パナソニック リビング ショウルーム 東京」が開設されている。4階には、松下電工が1990年代から収集したジョルジュ・ルオーの作品を収集・展示するパナソニック汐留美術館がある。
2013年3月には、財務体質改善のため本ビルの所有権を三井住友ファイナンス&リース（90%）と日本ビルファンド投資法人（10%）に売却。引き続きパナソニックが賃借して入居する。
2022年4月　旧　パナソニックを社名変更し、パナソニックホールディングスが、その事業子会社として分割し、新しいパナソニックが発足。その本社機能が、大阪府から本ビルに移転した。
2022年11月に本ビル受益権の9割をパナソニックが買い戻したことが報じられた。本ビルは羽田空港へのアクセスが良好で、パナソニックグループの東京における主要拠点となっているため、ビルを事実上買い戻すことで、自社ビルとし、賃料の負担軽減を図る目的があるとしている。
2024年3月、本ビルを2025年3月にリニューアルオープンすることを明らかにした。これに先駆けて、江東区有明にあるパナソニックセンター東京を2024年12月に閉館させ、同センターのショウルーム機能を本ビルに統合させることも併せて発表した。